# یک خانواده لهستانی
یک خانواده لهستانی (انگلیسی: A Polish Family) یک مجموعهٔ تلویزیونی کمدی لهستانی است که در سال ۲۰۱۱ منتشر شد.

## گزیدهٔ بازیگران
- ماوگوژاتا کوژوخوفسکا
- ماتئوش پاوئوفسکی
- توماش کارولاک
- ماچئی موسیاو
- آگاتا کولشا
- یاتسک براچیاک
- اولگا کالیتسکا
- ویکتوریا گونشیفسکا
- یولیا وینیاوا
- ماگدالنا استوژینسکا-براوئر
- کشیشتف دراچ
- آگنیشکا وسینسکا
- گژگوش ماوِتسکی
- سباستیان استانکیه‌ویچ
- آلدونا یانکوفسکا
- آدام زدرویکوفسکی
- یاکوب زدرویکوفسکی
- هالینا اسکوچینسکا
- میکووای رُزنرسکی
- نیکودم رزبیتسکی
- زوزانا لیت
- والدمار بواشچیک
- پیوتر چیرووس